# PVC (Band)
PVC wurde 1977 als eine der ersten deutschen Punk-Bands in West-Berlin gegründet. Mit ihrem Titel Wall City Rock prägten sie die Genre-Bezeichnung für Berliner Rock- und Punk-Musik der späten 1970er Jahre. Nach mehreren Umbesetzungen und Auflösungen spielten sie als Powertrio bis zu ihrem letzten Konzert am 10. März 2012. Einzig beständiges Bandmitglied war Gerrit Meijer (* 1947 in Berlin; † 17. Februar 2017 ebenda).

## Geschichte
Die Musiker Jürgen Dobroszcsyk, Raymond Ebert, Gerrit Meijer und Knut Schaller lernten sich am 25. Februar 1977 während des Konzerts von The Vibrators im Berliner Kant-Kino kennen und starteten am 10. März 1977 ihr gemeinsames Bandprojekt. PVC wurde im Laufe des Jahres 1977 rasch in Berlin bekannt, so erhielten sie unter dem Titel Ein Hauch von Punk am 20. August die Gelegenheit zu einer einstündigen Sendung mit Barry Graves im Berliner Rundfunksender RIAS. Am 8. September spielten sie als Vorgruppe der Vibrators, am 12. September bei Iggy Pop. Zu dieser Zeit entstand auch das bekannte Bild der Musiker an der Berliner Mauer. Hauptauftrittsort wurde im folgenden Jahr das Punkhouse am Lehniner Platz; PVC spielte ab Sommer 1978 dort regelmäßig mittwochs. Zur Eröffnung des SO36 in Berlin-Kreuzberg am 12./13. August 1978 mit dem zweitägigen Mauerbaufestival (zum ironischen Gedenken an den Bau der Berliner Mauer am 13. August 1961) trat PVC mit anderen Berliner und westdeutschen Bands auf. Neben Wall City Rock gehörte der Titel Berlin By Night zu ihren musikalischen Erkennungszeichen. Ab 1979 erfolgten mehrfache Umbesetzungen; nach verschiedenen musikalischen Experimenten kam es 1984 aufgrund künstlerischer Stagnation zur Auflösung von PVC.
Im Jahr 1988 gründete sich PVC in der Urbesetzung erneut; sie traten in den Berliner Musikclubs Quartier Latin und Quasimodo auf. 1989 nahm PVC gemeinsam mit Bela B. eine Single auf. Nach krankheitsbedingtem Ausscheiden von Knut Schaller und Jürgen Dobroszcsyk, die durch Piers Headley und Derek Ballard ersetzt wurden, löste sich PVC 1991 zum zweiten Mal auf.
2005 formierte Gründungsmitglied Gerrit Meijer (Gitarre und Gesang) mit Tom Petersen (Schlagzeug), Gründungsmitglied von Marquee Moon, und Stefan Schneider (Bass) die Band Gerrit and the R’n’R Stalinists in klassischer Dreierformation. Im April 2006 benannte sich die Gruppe in PVC um, nachdem sie bei einem Auftritt in Greifswald so angekündigt worden war. 2007 ersetzte der Musiker und Produzent Rob Raw Stefan Schneider am Bass.
2010 verließen Rob Raw und Tom Petersen aus unterschiedlichen Gründen die Band. Der aus Flensburg nach Berlin gezogene onkel naie, Bassist der Fro-Tee Slips stieß durch gemeinsame Kontakte zu der Band, und nach monatelanger Schlagzeugersuche – unter anderem spielten auch frühere Trommler von PVC vor – war die Dreierbesetzung mit Daniel Ahl (Bite the Bullet) wieder aktiv bis zu ihrem letzten Konzert am 10. März 2012 im Wild At Heart in Kreuzberg.

## Musikalisches Konzept
Die Gründer von PVC rezipierten Einflüsse von Bands wie The Damned, den Ramones und The Vibrators. Der PVC-Gitarrist Gerrit Meijer schreibt dazu: „Im Februar 1976 stiess ich beim Lesen des New Musical Express auf einen Artikel über die New Yorker Szene, ... Auch die Ramones wurden erwähnt, und deren Konzept erschien mir als eines der obskursten, von denen ich je gehört hatte: Zwei-Minuten-Songs, keine Solos, 20 Minuten Auftritte. Das Konzeptelement „keine Solos“ kam meinem eigenen handwerklichen Können doch sehr entgegen, und so stürzte ich mich – ermutigt durch diese neuen Aspekte – sofort auf meine ersten Kompositionsversuche.“
PVC definierte sich im musikalischen Spektrum zwischen new-wave-melodisch („Berlin By Night“) und typischem Punk-Staccato („Wall City Rock“). Bis in die 1990er Jahre verstand man sich als klassische Punkband, bei der musikalische Performance wichtiger war als die Texte. Gerrit Meijer: „Im Laufe des Jahres [1990] gastierten wir viel in den sog. ‚neuen Bundesländern‘, wo wir so einiges an seltsamen Dingen erlebten: dass Leute bei einem Punkkonzert im Schneidersitz vor der Bühne verharren und verzweifelt versuchen, die Texte rauszuhören, das kannten wir nicht. Oftmals schien das Publikum auch Probleme damit zu haben, PVC ‚richtig einzuordnen‘. Auf einen Hinweis, dass man die Texte besser verstehen könnte, wenn die Band leiser spielen würde, entgegnete ich, dass PVC ohnehin keine besondere ‚message‘ habe, und es also von daher keine Rolle spielen würde, ob man die Texte mitkriegt oder nicht.“

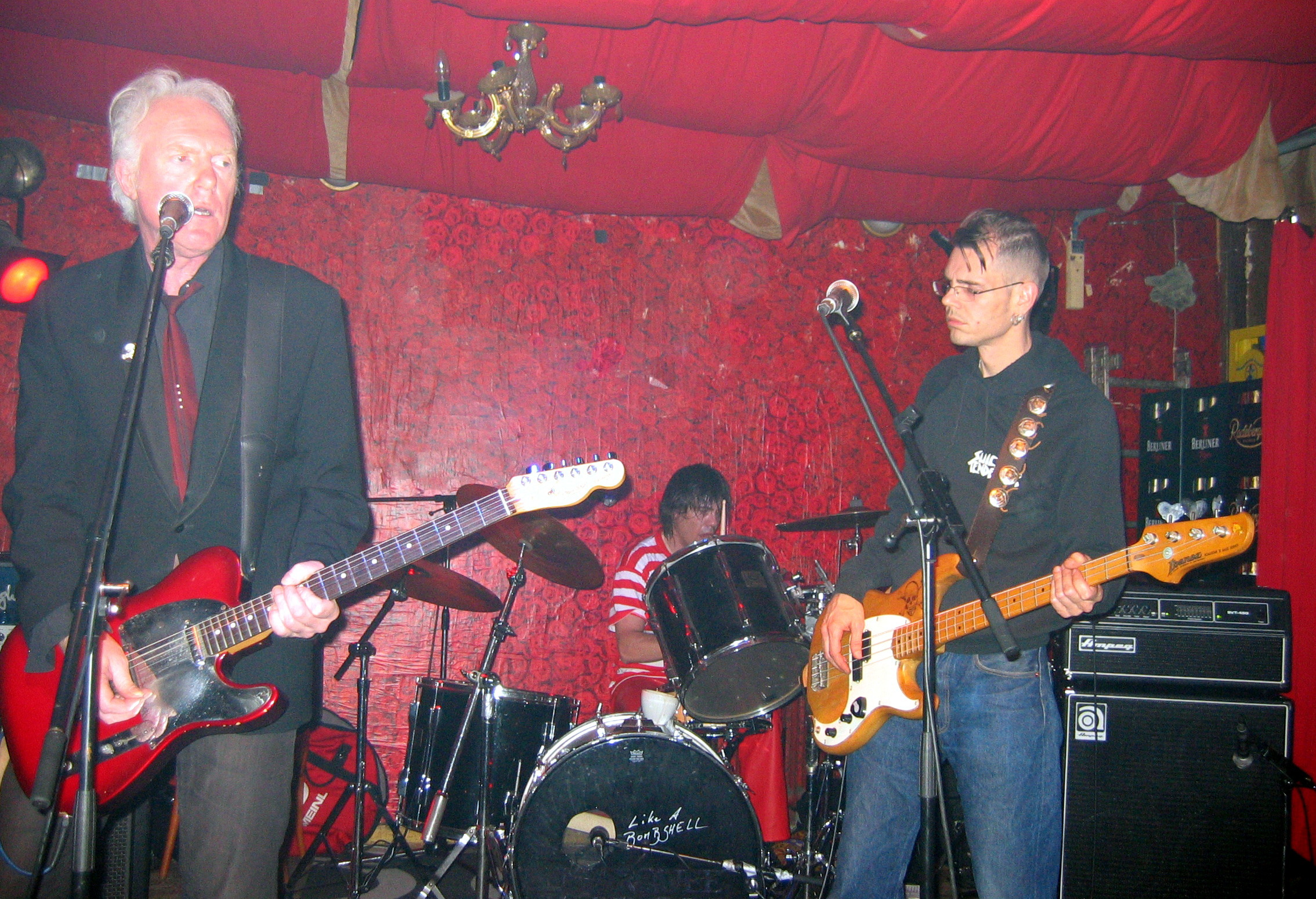
PVC im Schokoladen Berlin (16. Oktober 2009)

Aktuell fühlt sich PVC nicht in der Vergangenheit des Punk gefangen: „...PVC sieht sich nicht als Dienstleister für festgefahrene 77er Punkveteranen. Ohne Tabus den Blick nach vorne gerichtet, zwischen allen Stühlen, entwickeln wir uns ständig weiter. Der Kreative, der sich der Öffentlichkeit stellt, steht ständig mit einem Fuss auf einer Bananenschale...sei's drumm! Der Weg ist das Ziel....“
Es zeigt sich, dass dieses musikalische Konzept ankommt; in Konzerten sind die „Punkveteranen“ in der Minderzahl. Es wechseln sich in schneller Abfolge neue Eigenkompositionen mit Rockabilly- und A-cappella-Stücken. Auch die Klassiker werden auf den Kopf gestellt – „Wall City Rock“ lädt zum Mitsingen ein und „Berlin By Night“ kommt zu hämmernder Begleitung und schneidenden Gitarrenklängen.

## Diskografie
- Hermann Nitsch Musik zur 60. Aktion, Krachorgie mit PVC Live, 20. April 1978, (Dieter Roth’s Verlag 1978)
- Into The Future, Live Markthalle Hamburg, 24. Februar 1979, (Connekschen 1979)
- SO 36, Live SO 36, 12./13. August 1978, (SO 36 1980)
- PVC, LP, (RCA PL28481 1982)
- Berlin By Night / Can’t Escape, Single, (RCA PB5968 1982)
- Mystery Gang / Satellite, Single, (RCA PB9988 1982)
- Mystery Gang / Satellite, Maxi-Single, (RCA PC5925 1982)
- PVC 77, Doppel-LP (Good Noise GN 201/202 1983)
- Basic Colours, LP (RCA PL70250 1984)
- Pogo Dancing / The Pose, PVC + Bela B., Single, (Weserlabel 2445 1989)
- Pogo Dancing / Wall City Rock / The Pose, PVC + Bela B., Maxisingle, (Weserlabel 2445 MS 02 1989)
- Pogo Dancing / Wall City Rock / The Pose, PVC + Bela B., Single-CD, (Weserlabel 2445 CD 02 1989)
- Back With A Bang, Mini-LP (EFA 15782-104 1990)
- Back With A Bang, CD (EFA 15782-206 1990)
- PVC Punkrock Berlin (PVC 77 als CD), (Incognito Records INC 070 1995)
- PVC Wall City Rock, Doppel-10", (Incognito Records INC 097 1997)
- PVC Wall City Rock, CD, (Incognito Records INC 098 1998)
- Berlin Punk Rock 1977-1989, Live 30. Januar 1979, Doppel-LP,-CD (Weird System WS 044Y9 2002)
- PVC 77-79, Doppelalbum, (Rottentotten RTR 13/14 2006)
- PVC Anthology 1977-2007, Doppel-LP (Incognito INC 135 2007)
- Berga By Night, Split-LP, Seite 1: Troublekid / Seite 2:PVC (super kamiokande detector SKD 003 2009)